# Choszczewo (Sorkwity)
Choszczewo (deutsch Choszewen (A), 1936 bis 1945 Hohensee) ist ein Dorf in der polnischen Woiwodschaft Ermland-Masuren. Es gehört zur Landgemeinde Sorkwity (deutsch Sorquitten) im Powiat Mrągowski (Kreis Sensburg).

## Geographische Lage
Choszczewo liegt am Ostufer des Allmoyer Sees (polnisch Jezioro Jelmuń) inmitten der Woiwodschaft Ermland-Masuren, 14 Kilometer westlich der Kreisstadt Mrągowo (deutsch Sensburg).

## Geschichte
Der um 1785 Chostzewen, nach 1871 Chosczewen A (bzw. B), nach 1888 Choszczewen A (bzw. B) und 1935 bis 1936  Choszewen genannte Ort bestand anfangs aus dem Dorf und einem Gut. Im Jahre 1838 wurde die Gemeinde Choszewen in die Orte A und B geteilt, die neben dem Gut Choszewen bestanden. 
Am 8. April 1874 wurde ein Amtsbezirk Choszewen gebildet gebildet, dem die Gemeinden Choszewen A und Choszewen B sowie der Gutsbezirk Choszewen eingegliedert wurden. 1936 umbenannt in „Amtsbezirk Hohensee“, bestand er bis 1945 und gehörte zum Kreis Sensburg im Regierungsbezirk Gumbinnen (ab 1905: Regierungsbezirk Allenstein) in der preußischen Provinz Ostpreußen.
Im Jahre 1910 zählten die drei Orte insgesamt 521 Einwohner, die sich auf Choszewen A = 285, Choszewen B = 142 und Choszewen Gut = 94 verteilten.
Aufgrund der Bestimmungen des Versailler Vertrags stimmte die Bevölkerung im Abstimmungsgebiet Allenstein, zu dem Choszewen gehörte, am 11. Juli 1920 über die weitere staatliche Zugehörigkeit zu Ostpreußen (und damit zu Deutschland) oder den Anschluss an Polen ab. In Choszewen (A, B und Gut) stimmten 400 Einwohner für den Verbleib bei Ostpreußen, auf Polen entfielen keine Stimmen.
Am 30. September 1928 verlor der Gutsbezirk Choszewen seine Eigenständigkeit und wurde mit dem Vorwerk Johannisthal (polnisch Janiszewo) in die Landgemeinde Choszewen A eingemeindet. Am 1. Januar 1936 gab auch Choszewen B die Eigenständigkeit auf und gliederte sich nach Choszewen A, das seit 1. Oktober 1935 nur noch „Choszewen“ hieß, ein. Am 22. April 1936 erhielt die so gewachsene Gemeinde Choszewen den neuen Namen „Hohensee“.
1945 wurde in Kriegsfolge das gesamte südliche Ostpreußen an Polen überstellt. In diesem Zusammenhang bekam Choszewen resp. Hohensee die polnische Namensform „Choszczewo“, ist heute Sitz eines Schulzenamtes (polnisch Sołectwo) und als solches eine Ortschaft im Verbund der Landgemeinde Sorkwity (Sorquitten) im Powiat Mrągowski (Kreis Sensburg), bis 1998 der Woiwodschaft Olsztyn, seither der Woiwodschaft Ermland-Masuren zugehörig. Im Jahre 2011 zählte Choszczewo 399 Einwohner.

### Amtsbezirk Choszewen/Hohensee (1874–1945)
Der 1874 errichtete Amtsbezirk Choszewen bestand aus acht Landgemeinden und Gutsbezirken, am Ende waren es noch drei:
| Name           | Geänderter Name 1938 bis 1945               | Polnischer Name | Bemerkungen                                        |
| -------------- | ------------------------------------------- | --------------- | -------------------------------------------------- |
| Allmoyen       |                                             | Jełmuń          |                                                    |
| Allmoyen, Gut  |                                             |                 | 1928 in die Landgemeinde Allmoyen eingegliedert    |
| Choszewen A    | (ab 1936:) Hohensee                         | Choszczewo      |                                                    |
| Choszewen B    |                                             |                 | 1936 in die Landgemeinde Choszewen A eingegliedert |
| Choszewen, Gut |                                             |                 | 1928 in die Landgemeinde Choszewen A eingegliedert |
| Klein Kosarken | (ab 1930:) Lindenhof, (ab 1938:) Zweilinden | Kozarek Mały    | 1928 in die Landgemeinde Allmoyen eingegliedert    |
| Pustnick       |                                             | Pustniki        |                                                    |
| Pustnick, Gut  |                                             |                 | 1928 in die Landgemeinde Pustnick eingegliedert    |

Am 1. Januar 1945 gehörten aufgrund von Strukturveränderungen zum inzwischen umbenannten „Amtsbezirk Hohensee“ noch die Gemeinden: Allmoyen, Hohensee und Pustnick.

## Kirche
Choszewen resp. Hohensee war bis 1945 in die evangelische Kirche Sorquitten in der Kirchenprovinz Ostpreußen der Kirche der Altpreußischen Union sowie in die katholische Kirche Stanislewo (1931 bis 1945 Sternsee, polnisch Stanclewo) im damaligen Bistum Ermland eingepfarrt. Heute gehört Choszczewo kirchlich weiterhin zu diesen beiden Orten: zur evangelischen Pfarrei Sorkwity, jetzt in der Diözese Masuren der Evangelisch-Augsburgischen Kirche in Polen, und außerdem zur katholischen Pfarrei Stanclewo im jetzigen Erzbistum Ermland innerhalb der polnischen katholischen Kirche.

## Verkehr
Choszczewo liegt an einer Nebenstraße, die vom Stary Gieląd (Alt Gehland) unweit der polnischen Landesstraße 16 (einstige deutsche Reichsstraße 127) über Stanclewo (Stanislewo, 1931 bis 1945 Sternsee) bis nach Adamowo (Adamshof) an der Woiwodschaftsstraße 590 (einstige deutsche Reichsstraße 141) führt. In Choszczewo wird diese Straße durch eine andere von Borki Wielkie (Groß Borken) bis nach Surmówka (Surmowen, 1938 bis 1945 Surmau) und Zyndaki (Sonntag) verlaufende Nebenstraße gekreuzt. Eine Anbindung an den Bahnverkehr besteht nicht.